# Sonorama 2018

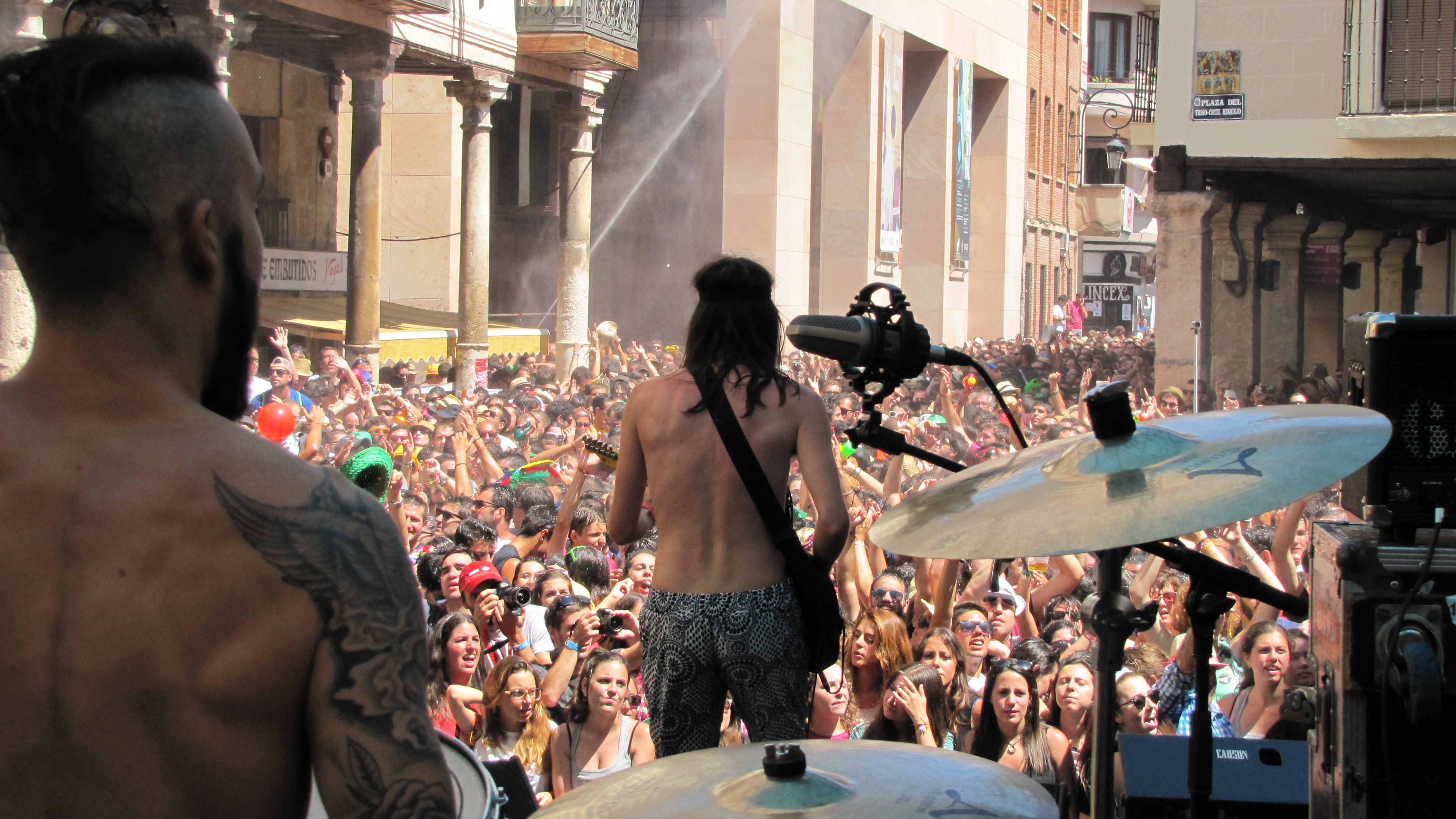
Concierto de Sexy Zebras en la Plaza del Trigo, en Sonorama 2014.

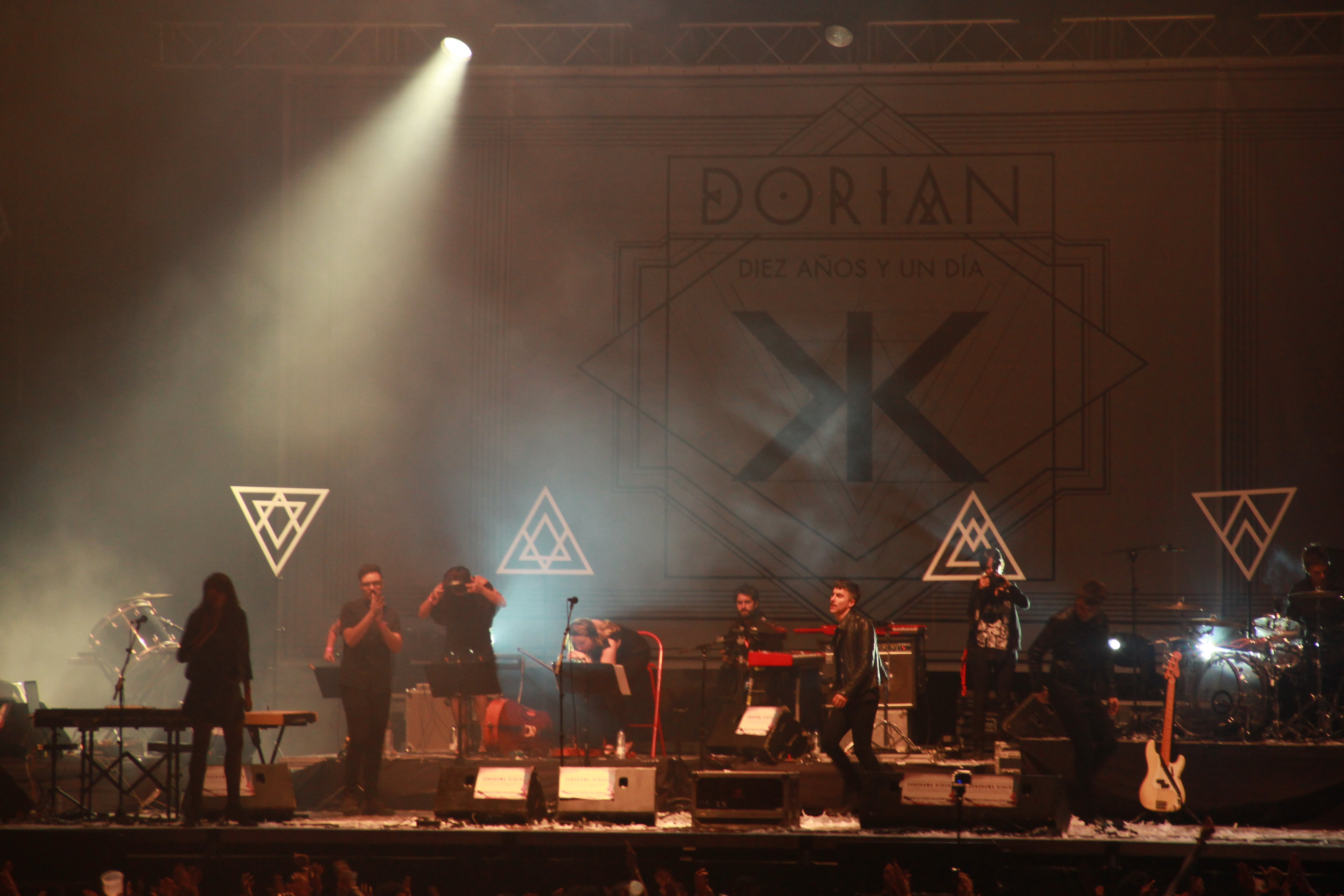
Dorian en su concierto durante el Sonorama 2015, en el escenario Ribera del Duero.

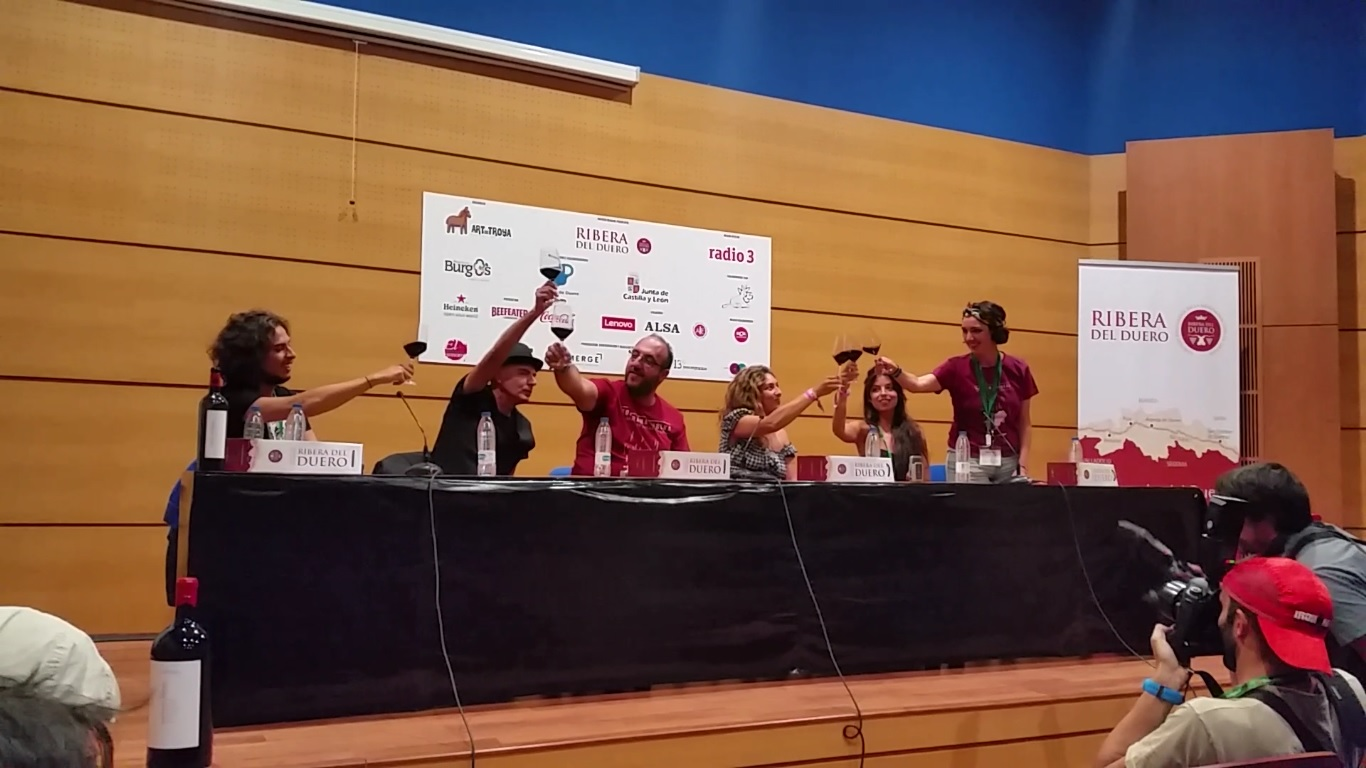
Rueda de Prensa de José Enrique Morente, Antonio Arias, Estrella Morente y Soleá Morente antes de su concierto en Sonorama 2015.

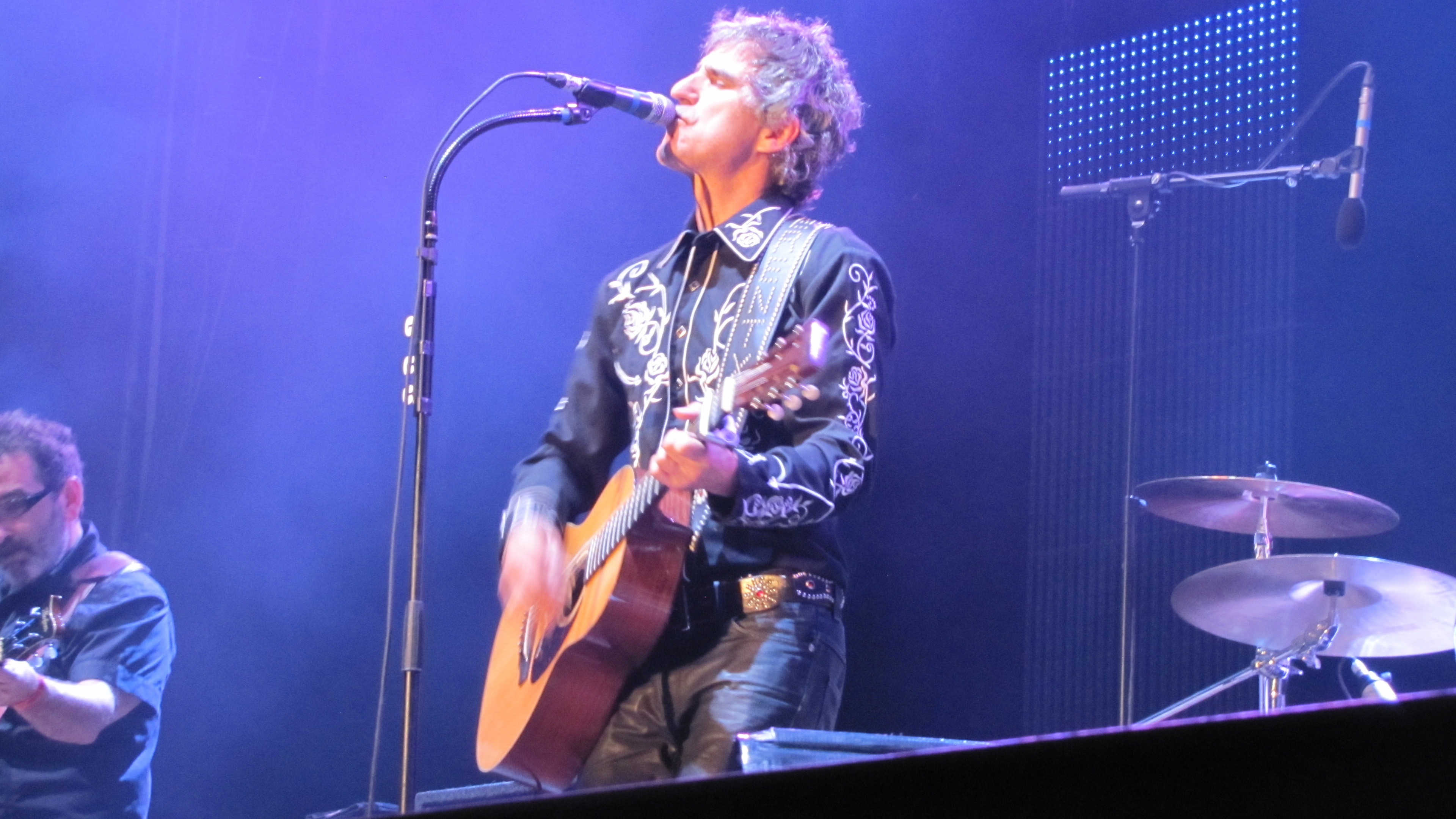
Mikel Erentxun durante el concierto de Duncan Dhu en Sonorama 2014, en el escenario Principal.

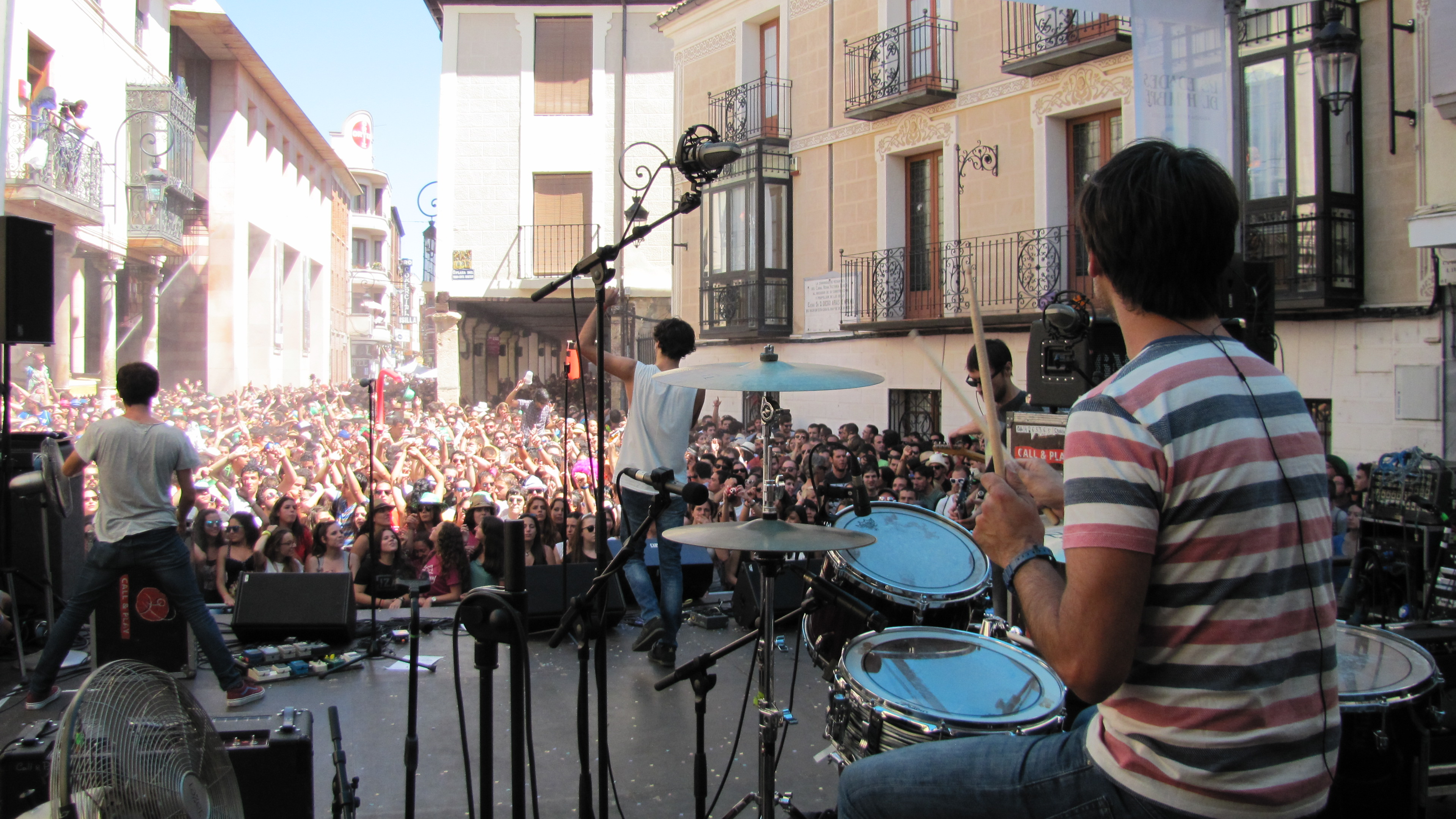
Concierto sorpresa de Second en la Plaza del Trigo en Sonorama 2014.

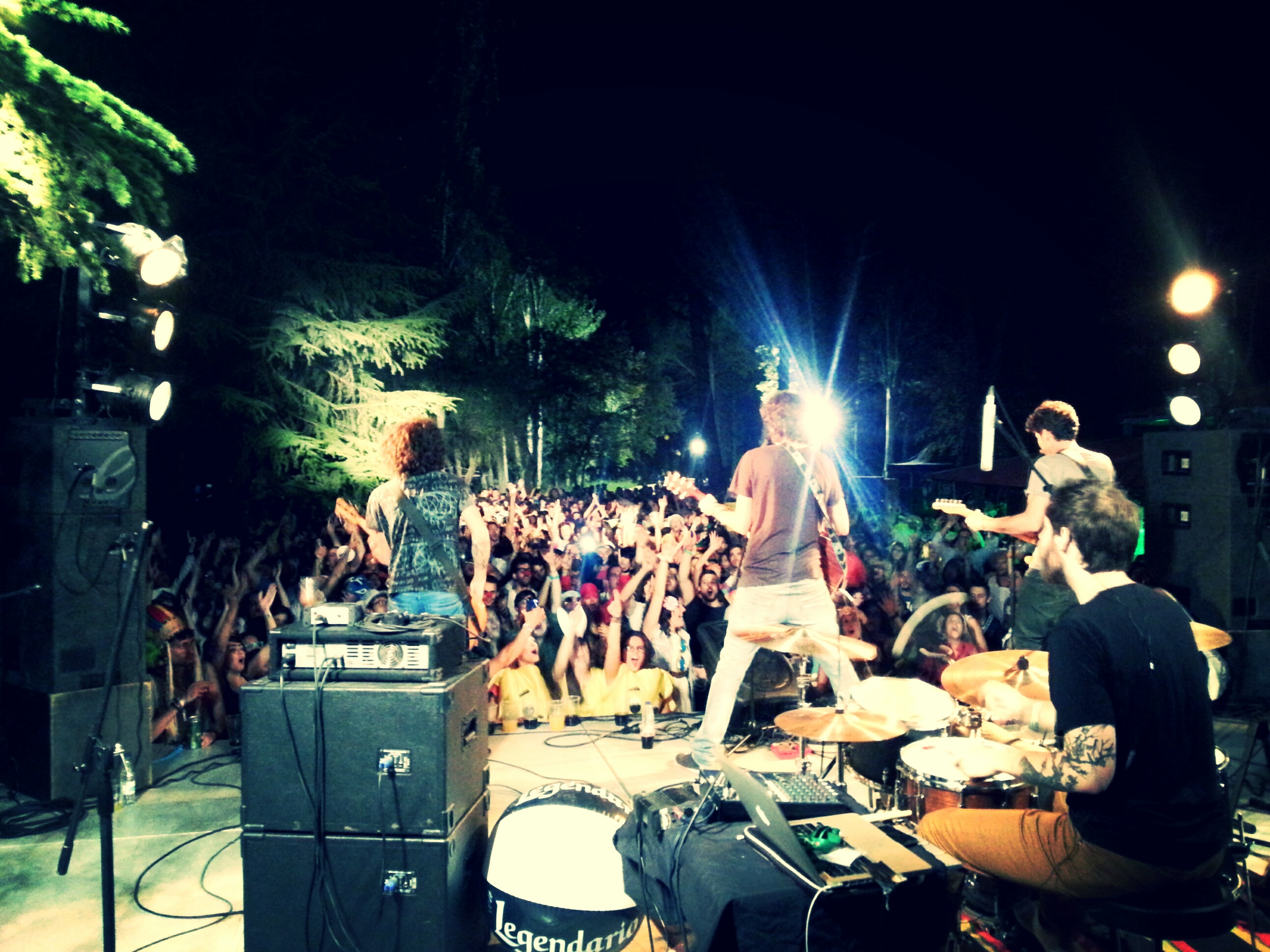
Concierto sorpresa de Izal, en el camping durante el festival en 2013.

Sonorama 2018, o Sonorama Ribera 2018, fue la XXIª edición del Festival Sonorama, llevada a cabo en la ciudad de Aranda de Duero (Provincia de Burgos, España), a mediados de agosto de 2018, y organizada por la Asociación Cultural, y sin ánimo de lucro, "Art de Troya". La XXIª edición del festival contó con una asistencia de 100.000 personas y 250 actuaciones, durante los 5 días de duración. El festival contó por primera vez con un escenario de humor.
- Lugar: Recinto Ferial y Centro histórico.
- Fecha: 8 - 12 de agosto de 2018
- Características: Se celebrará el XXIº aniversario del Festival.

Cartel Internacional:
- Liam Gallagher (Inglaterra)
- Nada Surf (EE. UU.)
- Morcheeba (Inglaterra)
- Milky Chance (Alemania)
- The Subways (Inglaterra)

Cartel Nacional :
- Bunbury
- Izal
- Diego el Cigala
- Dorian
- Lagartija Nick
- Ladilla Rusa
- Rozalén
- Xoel López
- Rayden
- La Pegatina
- Mikel Erentxun
- Soleá Morente y Napoleón Solo
- ElyElla
- Viva Suecia
- Nancys Rubias
- Josele Santiago
- Neuman (banda)
- Egon Soda
- Ángel Stanich
- Sidecars
- La M.O.D.A.
- Sexy Zebras
- Arizona Baby
- Rubén Pozo & Lichis
- Los Punsetes
- La Bien Querida
- José Ignacio Lapido
- Nat Simons

Escenario Charco (artistas iberoamericanos):
- Nathy Peluso (Argentina)
- Instituto Mexicano del Sonido (México)
- Super Ratones (Argentina)
- Camilo VII (México)
- Nasa Baby (Uruguay)
- Enjambre (Banda) (México)
- Kanaku y el tigre (Perú)
- Pedrina (Colombia)

Escenario Humor:
- Pantomima Full
- Enrique San Francisco
- El Niño de la Hipoteca
- Loulogio
- Agustín Durán (humorista)
- Los Gandules